# Varpanen (ö i Mellersta Finland)
Varpanen är en ö i Finland. Den ligger i sjön Kolima och i kommunen Pihtipudas i den ekonomiska regionen  Saarijärvi-Viitasaari och landskapet Mellersta Finland, i den centrala delen av landet, 400 km norr om huvudstaden Helsingfors. Öns area är 16,3 hektar och dess största längd är 0,8 kilometer i öst-västlig riktning.